# Ectobius lucidus
Espèce
Ectobius lucidus est une espèce d'insectes de l'ordre des Blattaria (blattes ou cafards), de la famille des Blattellidae.